# 陆兆福
陆兆福（1977年4月28日—），馬來西亞華裔政治人物，自2022年3月起在团结政府中第二次担任交通部长，于2018年5月至2020年2月第一次在希望联盟政府中担任次职。 他是民主行动党党员。自2022年3月起担任第6任行动党秘书长，同时也是现任行动党森美兰州主席。他是行动党前国会领袖和全国组织秘书。。
陆兆福与妻子伍紫玲在2016年5月8日共结连理，其妻子曾是现任金宝国会议员苏建祥的助理。

## 简历
陆兆福于1977年4月28日在森美兰州芙蓉市出生，以粤语（广东话）为母语并通晓华巫英三语，并曾在圣保罗国民小学和中学，以及斯里安邦岸国中就读，2000年在马来西亚国立大学以发展学学士毕业。
其祖父陸禎發自廣東南海來馬，在森美蘭州落腳，并且在當地開設「陸禎記餐館」，並以「岡州魚肉麵」為基本，改良为撈起魚生，
但其并非是马来西亚首家售卖鱼生的餐馆，只是芙蓉首家
，位於芙蓉市的餐館及後由其父母繼承，陸兆福早在小學期間，便到食店幫忙生意，而其父陸志就，在新馬合併時期，曾加入民主行動黨前身的新加坡人民行動黨。

## 政治经历
陆兆福于1994年加入民主行动党。2002年，担任时任秘书长郭金福的特别助理，郭金福是陆兆福的政治启蒙恩师，也是陆兆福的政治仕途开创者。2004年马来西亚大选后升任森州民主行动党主席。2008年任亚沙国会议员和森美兰议会罗白州议员，并于12月6日，当选行动党社青团团长。2012年，他在行动党社青团选举中“下马”。2013年中被选为森美兰州芙蓉国会议员及真纳区州议员
。2018年马来西亚大选中，他保住芙蓉议席，并在5月21日宣誓为交通部长
。7月11日，林吉祥宣布陆兆福接棒成为第14届行动党国会领袖。

## 交通部长（2018年至2020年）

### 收支管理

#### 增加收入
前朝交通部允许陆路交通局外包车牌予非政府组织拍卖，而这些组织搜刮大部分原本属于国家的盈利。所以陆兆福明令绝不批准外包，并且希望落实电子竞标车牌，并由政府组织代售车牌。
配合国庆日，交通部推出“大马车牌”并以传统的拍卖方式于2018年8月1日至15日开始竞标。最终该特别车牌为政府带来1316万令吉的收入，其中“Malaysia 1”车牌以111万1111令吉成交，而“Malaysia 2020”车牌则保留给了首相马哈迪·莫哈末。

#### 节约开销
过去的交通部常需花费大笔的费用来装修办公室及办活动，还有阿谀奉承的习惯。陆兆福上任后宣布其办公室无需再装修, 办活动不可鋪張，以及禁止阿谀奉承的习俗。
前交通部长廖中莱在任时有一笔80万的公关预算费用，陆兆福上任后砍掉这笔80万元公关公司的合约。
为了节省拍摄以“谨慎驾驶，安全抵达”为主题的道路安全短片的成本，陆兆福邀请马哈迪·莫哈末参演其短片，并将该短片在电视及社交媒体播放，该短片也是马来西亚道路安全局（JKJR）展开的醒觉运动之一。陆兆福本人也参演另一道路安全短片。
陆兆福也宣布，政府为了重新审查而喊停第二期巴生谷双轨铁道基建的提升工程（KVDT），该计划是由前朝政府以直接谈判的方式给予合约，需时7年才可完工，其成本为59亿令吉。

#### 巴生港口货柜费
原定2018年9月1日的巴生港口货柜费第二期调涨，将展延到2019年3月1日，以让港口用户适应新的销售与服务税。首期巴生港口货柜费已在2015年11月1日透过巴生港务局调涨。

### 交通系统处理

#### 考车自动化
陆兆福宣布推行考车自动化系统，使用全球定位系统（GPS）以3D影像画面、360度全面侦测考生在考场的情况，考车成败由系统决定。该驾考系统是为了避免考车作弊和贿赂考官行为，并在柔佛州预先推行。此外，所有考车中心需要安装录像机，全程记录考车情况，由指挥中心监督，考生不用担心考官故意刁难让考生不及格。交通部也发出考车收费指南，而驾驶训练中心必须每年更新执照，一旦违规，将被吊销营运执照。

#### 管制电子召车服务
电子召车（如Grab）司机必须有司机准证并且必须为车辆和乘客购买保险和上6小时的课程后才能申请司机准证。注册电子召车手机应用程式账号时，司机和乘客也必须使用“真名”和“上传身份证或护照副本”，此举为了保护双方安全。每年也必须定期验车，车龄超过3年及以上的车辆每年必须到电脑验车中心检验。

#### 销毁废弃车
陆兆福说国家交通理事会制定一项销毁废弃车新指南，将目前6个月至1年的程序，缩短至1个月。他还说当局发现废弃车后，将贴上一张标签，并限定车主1周内现身，否则废弃车将在三周内销毁，同时陆路交通局也会撤销该车辆的注册。此指南最迟将在2019年初实行。

### 交通安全措施

#### 自动感应安全系统
2018年9月1日，陆兆福宣布陆路交通局全面落实自动感应安全系统（AWAS），新的扣分制被推出，该系统下发出的罚单必须在60天内缴付300令吉罚款并扣分，且该罚单不会被豁免缴付或得到折扣，否者将面对法律诉讼。

#### 违规驾驶
为了更有效地执法和减低车祸意外率，除了加强执法，有太多罚单未还或犯罪记录的长途巴士或司机，将被禁更新营运执照或个人驾照。

#### 召回故障车辆
针对高田公司生产的汽车安全气囊爆炸而导致驾驶人员死亡的事件，陆兆福指明有缺陷的问题汽车（包括其他牌子的汽车）必须召回，以避免类似的意外事件再度发生。他指示未换气囊者将禁止更新其路税，而收到召回信却不理会者将被对付。

## 再任交通部长（2022年至今）
2022年12月3日，陆兆福被首相安华·依布拉欣委任为交通部长，这是他事隔两年再任交通部长。当记者询及盟党巫统内部有涉及贪污的人物，一向清廉的行动党如何与巫统合作，陆兆福指这是法庭的事务，并强调内阁只讨论国家议程，不是讨论个人的法庭案件。
2023年3月26日，陆兆福在新闻发布会上受询近来有希盟政治人物及议员受到政治委任担任要职时解释说：“我们不同意在官联企业进行政治委任；但法定机关的人事任命应当具伸缩处理，如Felcra、港务局等机构向来都有政治委任。”

## 争议事件

### 取消违规罚单
陆兆福于2018年8月17日宣布，从2012年到2018年8月31日为止，自动执法系统（AES）所发出而仍未缴付的罚单将一笔勾销，但已缴付罚单的就不能退回罚款。估计拖欠的罚款金额超过4亿令吉。交通部的这项宣布引起不少批评声音，指责政府不应在国库空缺的时后随意浪费金钱。针对这项指责，陆兆福解释说，前朝政府于2012年推行自动执法系统，交由两家私人公司（ATES和Beta Tegap) 执法，根据合约，罚款金额一半归政府，一半归这两家公司，但之后自动执法系统遭到人民反对，时任政府即将每次罚款的金额从300令吉减至150令吉，降低之后的罚款全部交给两家公司，政府分文未得。
于2015年，时任政府透过武装部队基金局以5亿5500万令吉收购只有40架电眼的这两家公司，陆兆福形容这是一件丑闻。有关自动执法系统的合约于2018年8月31日届满，现任政府不延长合约，并于9月1日开始接管自动执法系统。为弥补基金局所遭遇的损失，现任政府将分阶段偿付5亿5500万令吉给基金局。
此外，因为從8月17日到31日违规者不必缴付AES罚款，這兩周的空档期內，车辆的违规照片从每日5000张飙升至每日1万5000张。这事件除了让陆兆福批评驾驶者尝试挑战公路法律的行为外，也引起“違法蜜月期”的争议。

### 回教刑事法
2012年，行动党社青团团长陆兆福在彭亨州一项筹款晚宴上，发表了「不偷不抢，就不必怕回教刑事法」的言论，受到广大批评，被指误导选民、把伊斯兰刑事法绝对简单化。陆兆福辩称他的言论遭到断章取义。2017年3月28日，马华公会青年团播放陆兆福发表“不偷不抢就不必怕伊斯兰刑事法”的视频，以显示陆兆福当时为伊斯兰党及伊刑法护航是铁一般的事实，并非马华或民政党营造出来的假象。

### 起诉和扣留
2013年7月24日，陆兆福因涉嫌于6月22日吉隆坡美堡草场（马来语：Padang Merbok）组织非法集会而在吉隆坡法院被起诉。
2016年11月20日，警方指陆兆福在演讲时涉及煽动法，扣捕他以协助调查。陆兆福被扣77小時后保释出来。

### 拉玛沙米“加入政党换官职”论
2023年8月10日，陆兆福针对槟城看守第二副首长拉玛沙米退党的事件，发表“加入政党换官职论”说，拉玛沙米在被除名上阵州选后就宣布退党，足以证明后者是一个没有诚意，只是为了职位才加入火箭。他说：“他们入党一直以来只是为了官职吗？一旦没了职位就直接退党，这对我来说，没有与党同在的诚意。”
拉玛沙米事后在面子书限陆兆福24小时内道歉，否则将采取法律行动。他发贴文表示，陆兆福指他不真诚、利用行动党谋取职位、还指他是骗子、为了搭上党的“便车”等贬义言论，已经对他造成严重的诽谤。

## 选举成绩
| 年份 | 选区             |  |                  | 得票数 | 得票率 | 竞选对手                 | 竞选对手                     | 得票数 | 得票率 | 总票数  | 多数票 | 投票率 |
| ---- | ---------------- |  | ---------------- | ------ | ------ | ------------------------ | ---------------------------- | ------ | ------ | ------- | ------ | ------ |
| 2008 | 森美蘭 P130 亚沙 |  | 陆兆福（行动党） | 34,271 | 48%    |                          | 姚再添（马华公会）           | 21,120 | 29%    | 72,115  | 13,151 | 79%    |
| 2013 | 森美蘭 P128 芙蓉 |  | 陆兆福（行动党） | 45,628 | 52%    |                          | 姚再添（马华公会）           | 33,075 | 38%    | 87,617  | 12,553 | 86%    |
| 2013 | 森美蘭 P128 芙蓉 |  | 陆兆福（行动党） | 45,628 | 52%    | 阿都哈林（伊党）         | 6,866                        | 8%     |        | 87,617  | 12,553 | 86%    |
| 2013 | 森美蘭 P128 芙蓉 |  | 陆兆福（行动党） | 45,628 | 52%    | 約翰費南迪（独立人士）   | 221                          | ≤1%    |        | 87,617  | 12,553 | 86%    |
| 2013 | 森美蘭 P128 芙蓉 |  | 陆兆福（行动党） | 45,628 | 52%    | 布江（独立人士）         | 83                           | ≤1%    |        | 87,617  | 12,553 | 86%    |
| 2018 | 森美蘭 P128 芙蓉 |  | 陆兆福（行动党） | 55,503 | 60%    |                          | 张盛闻（马华公会）           | 24,809 | 27%    | 110,168 | 30,694 | 85%    |
| 2018 | 森美蘭 P128 芙蓉 |  | 陆兆福（行动党） | 55,503 | 60%    | 沙里夫丁阿末（伊斯兰党） | 11,506                       | 13%    |        | 110,168 | 30,694 | 85%    |
| 2022 | 森美蘭 P128 芙蓉 |  | 陆兆福（行动党） | 63,920 | 51.85% |                          | 莫哈末法迪里仄米（伊斯兰党） | 33,076 | 26.83% | 124,729 | 30,844 | 79.32% |
| 2022 | 森美蘭 P128 芙蓉 |  | 陆兆福（行动党） | 63,920 | 51.85% | 黄彦婷（马华公会）       | 24,584                       | 19.94% |        | 124,729 | 30,844 | 79.32% |
| 2022 | 森美蘭 P128 芙蓉 |  | 陆兆福（行动党） | 63,920 | 51.85% | 嘉尼依斯迈（祖国斗士党） | 1,336                        | 1.08%  |        | 124,729 | 30,844 | 79.32% |
| 2022 | 森美蘭 P128 芙蓉 |  | 陆兆福（行动党） | 63,920 | 51.85% | 依扎莱斯里（独立人士）   | 373                          | 0.30%  |        | 124,729 | 30,844 | 79.32% |

| 年份 | 选区     | 候选人 | 候选人           | 得票数 | 得票率 | 竞选对手             | 竞选对手                     | 得票数 | 得票率 | 总票数 | 多数票 | 投票率 |
| ---- | -------- | ------ | ---------------- | ------ | ------ | -------------------- | ---------------------------- | ------ | ------ | ------ | ------ | ------ |
| 2004 | N11 罗白 |        | 陆兆福（行动党） | 5,991  | 59%    |                      | 丘成福（马华公会）           | 4,149  | 41%    | 10,140 | 1,842  | 71%    |
| 2008 | N11 罗白 |        | 陆兆福（行动党） | 9,244  | 80%    |                      | 萧开文（马华公会）           | 2,316  | 20%    | 11,560 | 6,928  | 77%    |
| 2013 | N01 真纳 |        | 陆兆福（行动党） | 5,128  | 55%    |                      | 萧富文（马华公会）           | 4,030  | 43%    | 9,372  | 1,098  | 84%    |
| 2018 | N01 真纳 |        | 陆兆福（行动党） | 5,031  | 51%    |                      | 薛智义（马华公会）           | 3,876  | 39%    | 9,882  | 1,155  | 82%    |
| 2018 | N01 真纳 |        | 陆兆福（行动党） | 5,031  | 51%    | 嘉玛鲁斯（伊斯兰党） | 975                          | 10%    |        | 9,882  | 1,155  | 82%    |
| 2023 | N01 真纳 |        | 陆兆福（行动党） | 5,888  | 61.49% |                      | 罗斯马迪阿里夫（土著团结党） | 3,688  | 38.51% | 9,576  | 2,200  | 65.80% |